# Bodrum İlçe Stadyumu
Das Bodrum İlçe Stadyumu (auch Bodrum İlçe Stadı genannt, deutsch Bezirksstadion Bodrum) ist ein Fußballstadion in der türkischen Stadt Bodrum, Provinz Muğla, an der türkischen Ägäis. Es ist die Heimspielstätte des Fußballvereins Bodrum FK, der in der Saison 2024/25 in der erstklassigen Süper Lig spielen wird. Die Anlage, nahe der Fernstraße D 330 (Devlet yolu 330), bietet auf ihren vier überdachten Tribünen 3925 Sitzplätze für Zuschauer, darunter spezielle Plätze für Behinderte. Das Spielfeld aus Naturrasen besitzt die internationalen Maße von 105 × 68 m und das Stadion ist mit einer Videoüberwachungsanlage ausgestattet. Die Flutlichtanlage genügte nicht den Anforderungen der Süper Lig. Dies wurde vor der Saison 2024/25 behoben.